# Barranco del Draguillo
Barranco del Draguillo är en park i Spanien.   Den ligger i provinsen Provincia de Las Palmas och regionen Kanarieöarna, i den sydvästra delen av landet, 1 800 km sydväst om huvudstaden Madrid. Barranco del Draguillo ligger 565 meter över havet.
Terrängen runt Barranco del Draguillo är huvudsakligen kuperad, men västerut är den bergig. Terrängen runt Barranco del Draguillo sluttar österut.Runt Barranco del Draguillo är det tätbefolkat, med 735 invånare per kvadratkilometer. Närmaste större samhälle är Las Palmas de Gran Canaria, 17,0 km norr om Barranco del Draguillo. 